# Ruisseau des Cougnets
Le Ruisseau des Cougnets est une rivière du sud-ouest de la France qui coule dans le département de l'Ariège. C'est un affluent du Salat en rive droite, c'est-à-dire un sous-affluent de la Garonne.

## Géographie

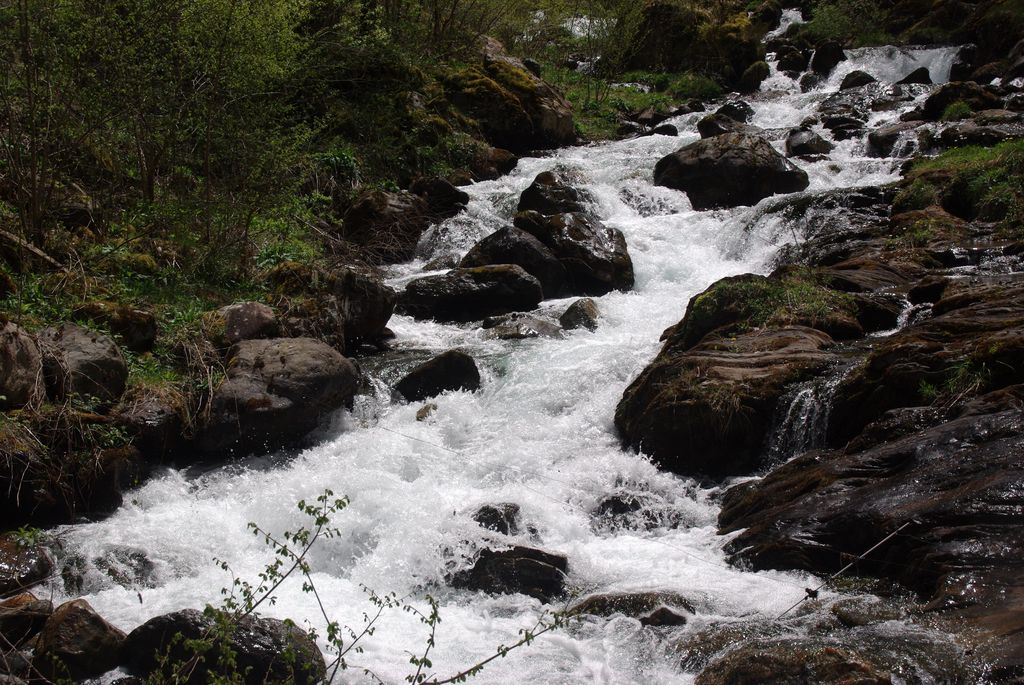
Le ruisseau des Cougnets au niveau de Salau.

De 4 km de longueur, le ruisseau des Cougnets prend sa source vers 2000 m d'altitude dans les Pyrénées en haut-Salat, au-dessus du cirque d'Anglade, et se jette dans le Salat en rive droite, sur la commune de Couflens au hameau de Salau.

## Commune traversée
- Ariège : Couflens

## Principal affluent
- Hoque de Rabe : 3 km

## Hydrologie
Drainant un bassin d'environ 13 km², Le ruisseau fut à l'origine le 6 novembre 1982 d'une crue dévastatrice du hameau de Salau,. Plusieurs chalets, la route ainsi que la nef et le chevet de l'église romane Notre-Dame, reconstruite depuis, ont été emportés.

## Activités

### Randonnée
Depuis le village de Salau, un sentier de randonnée longe le ruisseau des Cougnets et passe sur le carreau de l'ancienne mine de tungstène. Ce sentier permet de se rendre à la cabane de Saubé (1530 m), refuge non gardé.

### Canyoning
A l'altitude de 1230 m, le ruisseau offre un parcours de canyoning long de 350 m avec 80 m de dénivelé .